# Каті-каті Яма

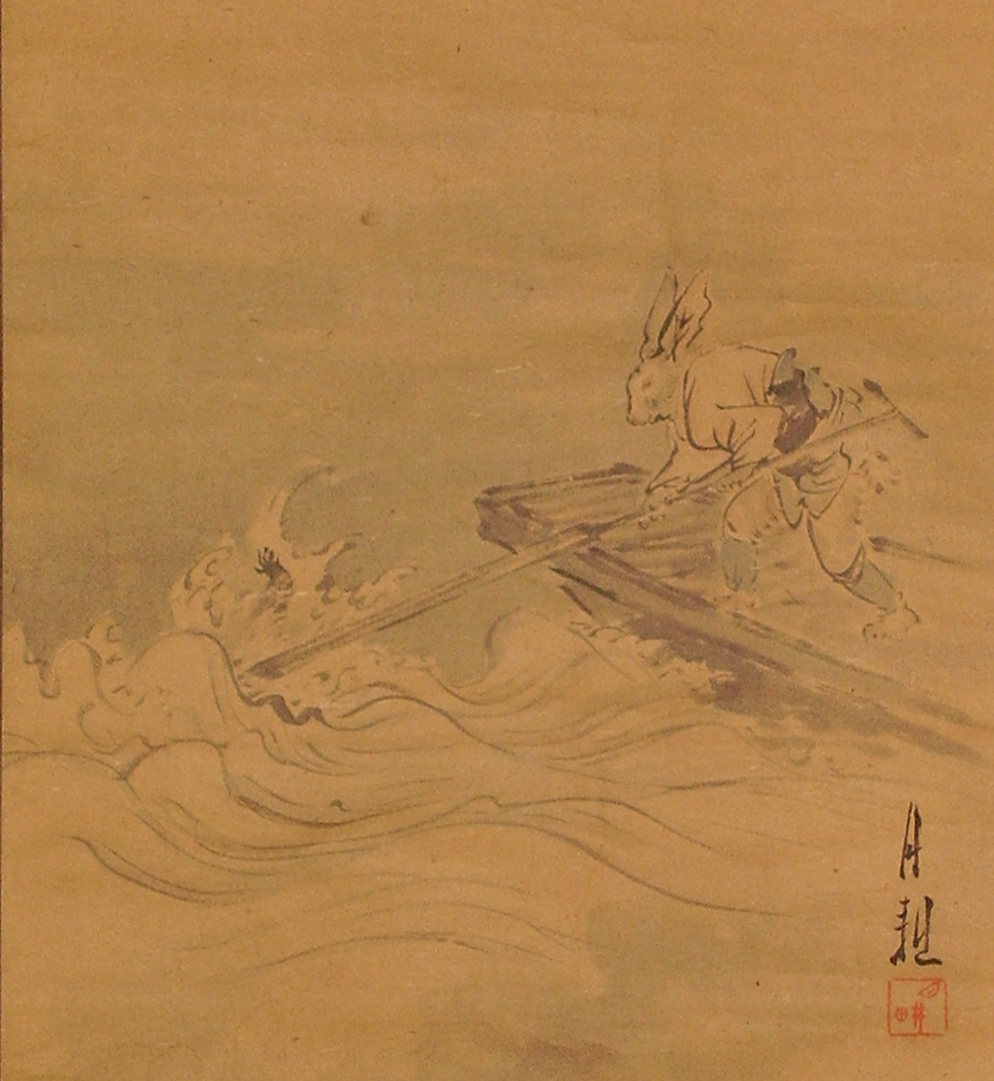
Кульмінаційна сцена казки «Каті-каті Яма», в якій кролик ударяє танукі, який вже тоне, веслом по голові і розкриває причину помсти. «Каті-каті Яма», близько 1890—1900 років, Оґата Гекко

Каті-каті Яма (яп. かちかち山, «Каті-каті-гора» — назва містить гру слів: «каті-каті» — звуконаслідувальні японські слова, які передають тертя каменів між собою і назву гори Каті. Також казка відома як «Хоробрий заєць» і «Селянин і танукі») — японська народна казка, в якій йдеться про помсту білого кролика (єнотовидному собаці-перевертню) танукі за вчинене тим убивство старої. Ця казка унікальна тим, що в ній танукі є антагоністом, а не протагоністом, як у більшості інших японських народних казок.

## Сюжет

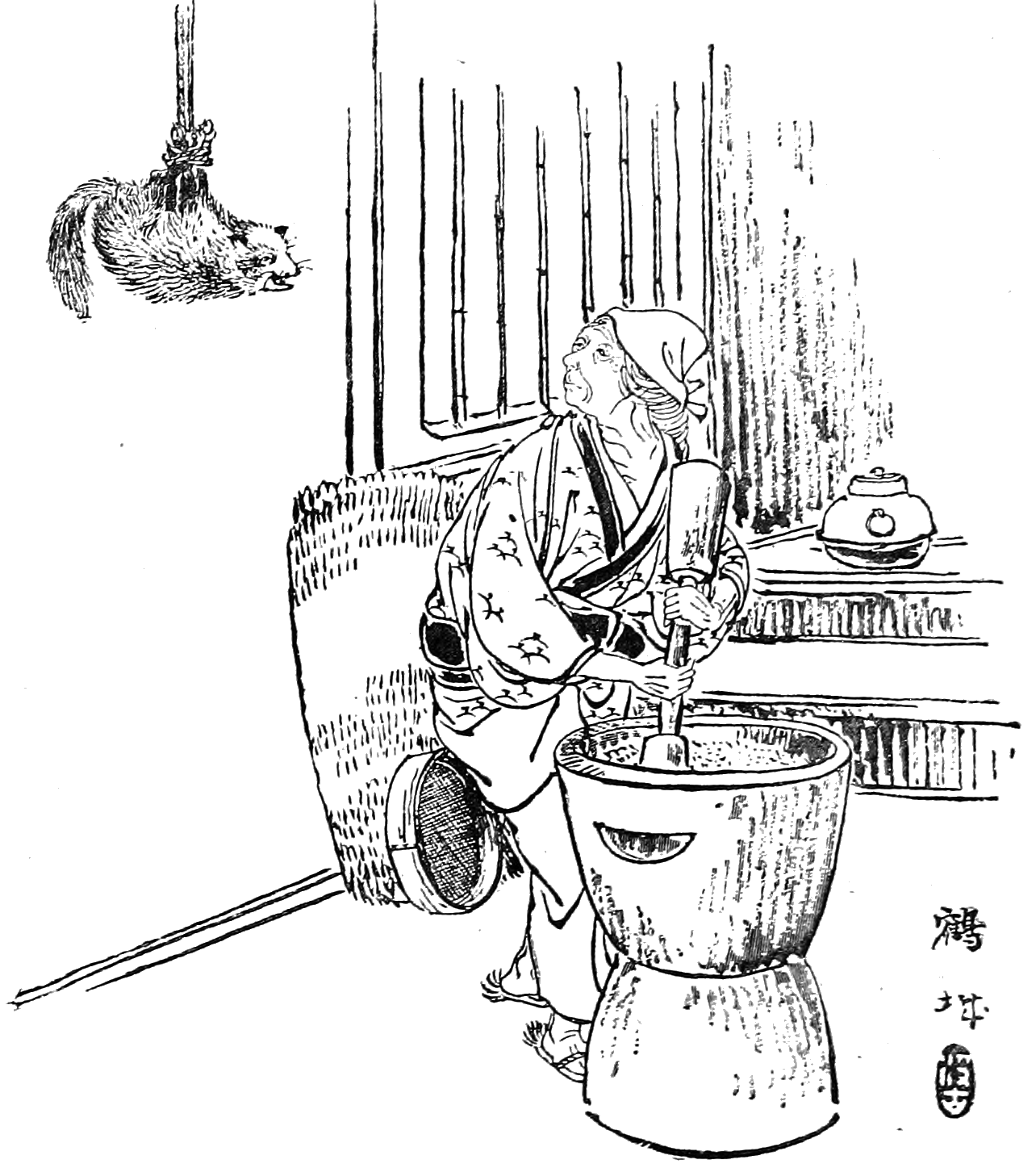
Зв'язаний танукі вмовляє стару звільнити його (малюнок з Японської книги казок)

Старий зловив, танукі, який грабував його поле, зв'язав його і підвісив у будинку, щоб пізніше приготувати з нього суп. Коли старий пішов із дому, танукі попросив дружину старого, яка робила моті, розв'язати його, обіцяючи, що він їй допоможе. Стара звільнила танукі, і він негайно ж убив її. Скориставшись своїми здібностями до перетворення, танукі обернувся на стару і приготував з дружини старого суп. Коли старий повернувся додому, танукі подав йому суп. Після того як він його з'їв, танукі набув свого первісного вигляду і, перед тим, як втекти, розкрив своє злодіяння старому. Старий шокований і нажаханий.

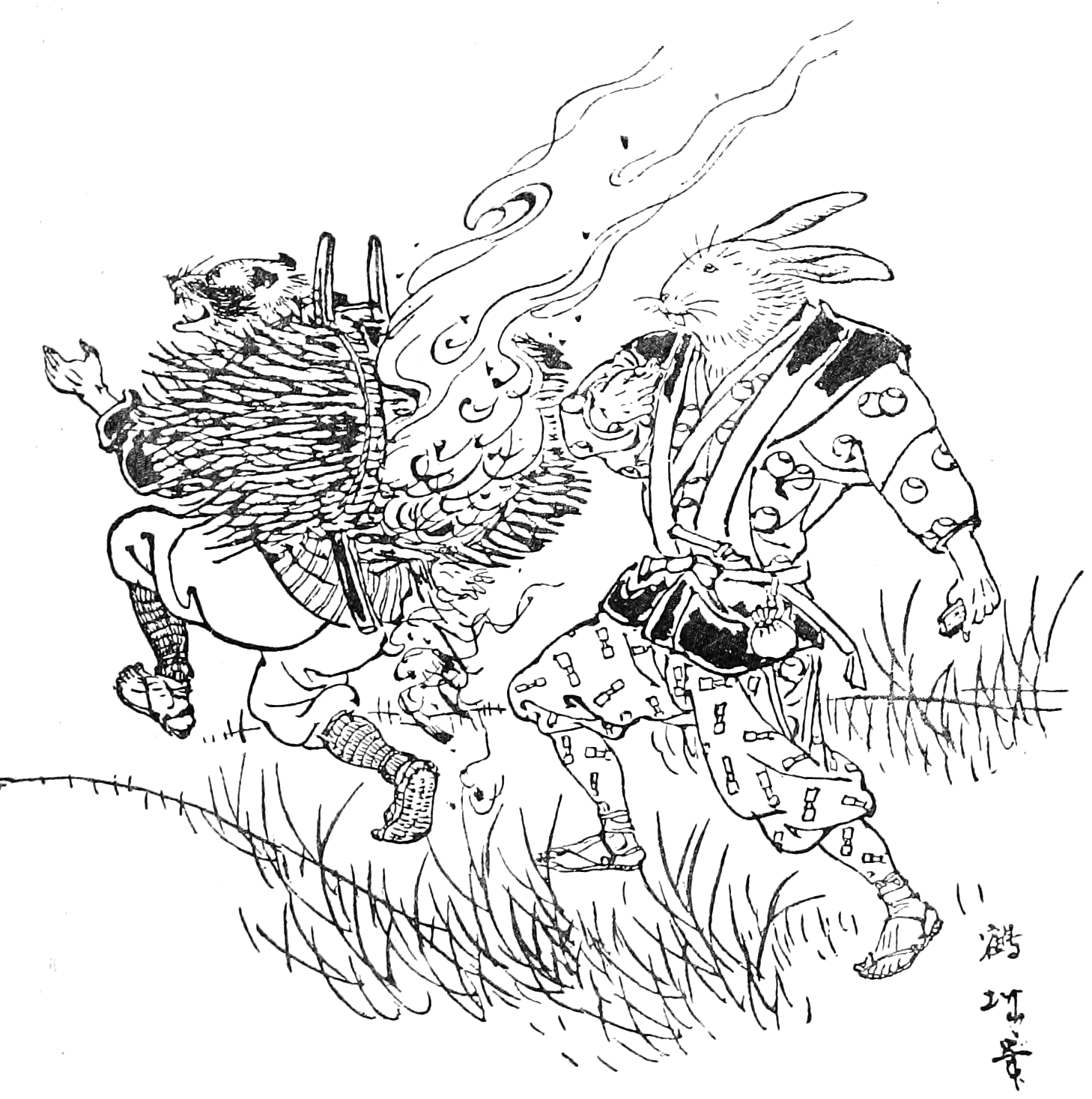
Підпал хмизу

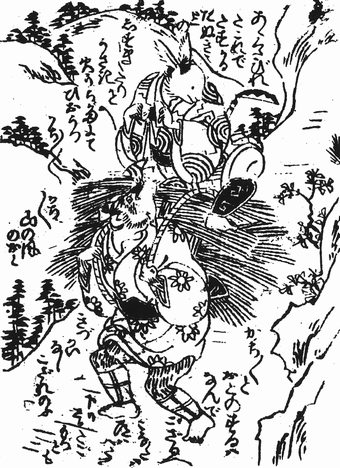
«Каті-каті Яма» (фонд Тойо Бунко, період Едо). Сцена, де кролик підпалює, за допомогою тертя каменів один об одного, хмиз на спині танукі

Старий і стара товаришували з білим кроликом, який жив неподалік. Кролик, дізнавшись про горе старого, пообіцяв йому, що він помститься за смерть його дружини. Прикидаючись, що він дружить з танукі, кролик таємно мучив і катував його різними способами: підпалював хмиз, коли танукі ніс його на спині, «обробляв» його опіки пекучими мазями.
Назва казки походить від особливо болючої тортури, якій кролик піддав танукі. Коли танукі ніс великий оберемок хмизу на спині, щоб зробити багаття на ніч, він був настільки обтяжений вантажем, що не відразу помітив, що кролик, за допомогою тертя кременів один об одного, зображеного в казці звуконаслідувальними словами «каті-каті», підпалив хмиз на спині танукі. Звук від удару кременів дійшов до вух танукі, і він запитав у кролика, що це за звук. «Я сказав Каті, гора Каті», — відповів кролик. «Ми недалеко від неї». Зрештою, вогонь досяг спини танукі, і сильно його обпік, але не вбив.

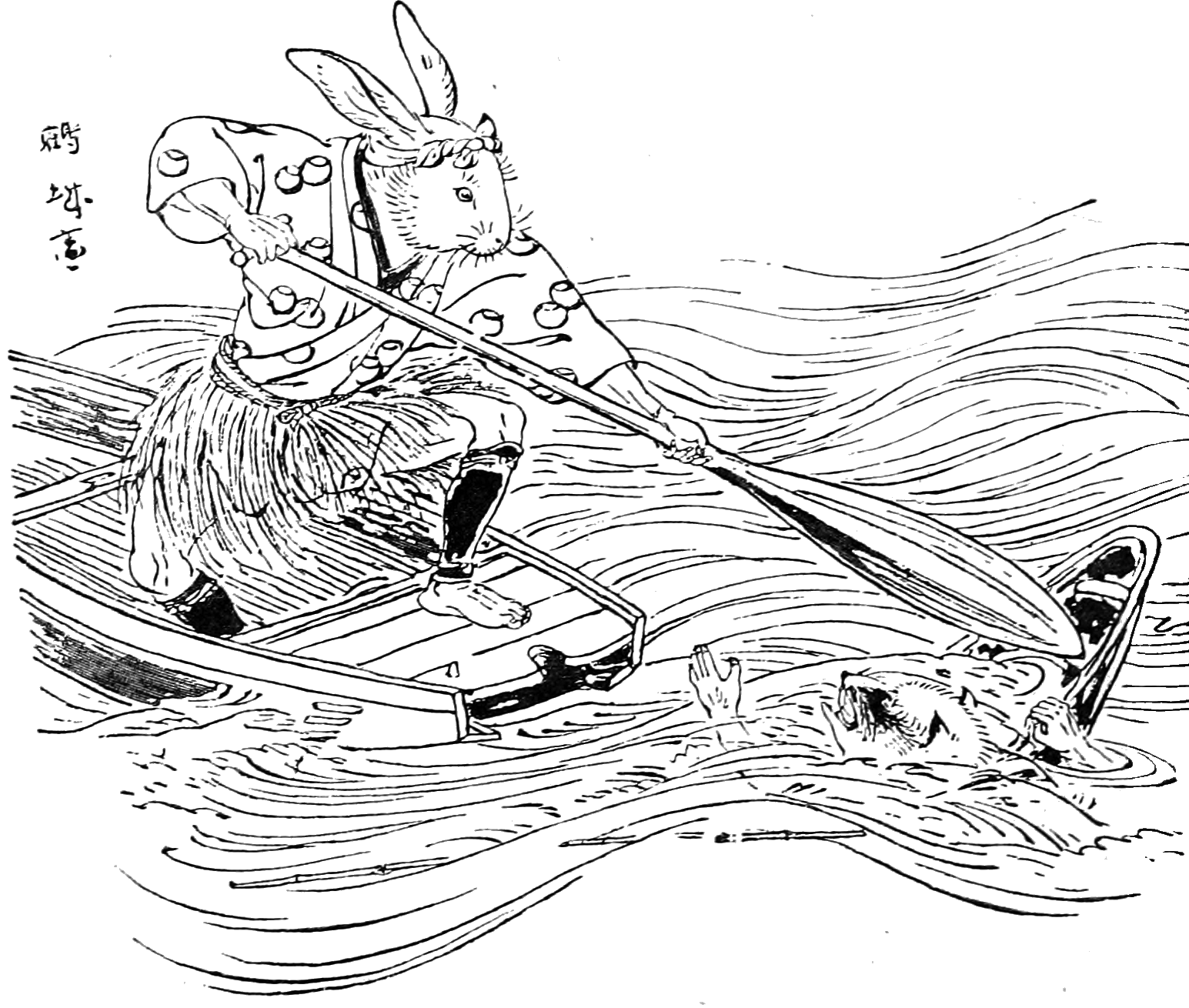
Танукі тоне

Через деякий час Танукі залікував свої опіки, і кролик запропонував йому на човнах вирушити в море. Кожен з них побудував човен. Кролик вирізав свій човен зі стовбура дерева, яке впало, але дурний танукі зробив човен з грязі. В інших версіях кролик сам побудував обидва човни. Кролик запропонував танукі поплисти наввипередки. Танукі погодився. У міру гонки грязьовий човен танукі почав розчинятися посеред озера. Танукі попросив кролика врятувати його, але кролик замість цього повідомив про свою дружбу з людською парою і сказав, що це покарання танукі за його жахливі вчинки. В інших версіях кролик вдаряє танукі своїм веслом, і той тоне.
Потім кролик повертається в будинок старого і розповідає йому про помсту, той радіє, і дякує кролику за його вчинок.

## Варіації
Існують інші варіанти сюжету, які відрізняються деякими деталями історії, такими, як тяжкість того, що зробив танукі.

## Каті-каті Яма в культурі та мистецтві
Гора Каті Каті й однойменна канатная дорога має статуї, що зображують частини сюжету казки.
На залізничній станції Танукі в Японії використовується гасло «Наші поїзди зроблені не з грязі», що є прямим відсиланням до казки «Каті-каті Яма».
У відео грі Super Mario Sunshine, на рівні «Noki Bay», Маріо зустрічає персонажа, званого «Танукі» (Tanooki), який пропонує йому безкоштовні прогулянки на земляних човнах.
В японській манзі й аніме серіалі «Холоднокровний Ходзукі» кролиця на ім'я «Карасі» — одна з кращих мучителів у японському пеклі. Зазвичай вона виглядає милою і скромною, але моментально звіріє, почувши слово «танукі». Манґу й аніме представлено в різний час у щотижневих десятках бестселерів у відповідних їм медіа. 2012 року вона була однією з 15 манґ, номінованих на 5-ту премію Манґа Тайсьо, журі обрало її на 16-й Японський фестиваль медіамистецтва. Цю манґу номіновано на 38-у премію манґи Коданся, а 2014 року вона зайняла 5 місце на «Книга року» Media Factory.